# Michalīs Kōnstantinou
Michalīs Kōnstantinou (in greco: Μιχάλης Κωνσταντίνου; Paralimni, 19 febbraio 1978) è un ex calciatore cipriota, di ruolo attaccante.

## Carriera

### Club

#### Inizi: EN Paralimni e Īraklīs
Ha iniziato la propria carriera nella squadra della propria città, l'EN Paralimni. Nella stagione 1996-1997 è stato capocannoniere della A' Katigoria con 17 reti messe a segno. Ha militato nel club cipriota per quattro stagioni, totalizzando 68 presenze e 31 reti in campionato.
Nel 1997 è passato all'Īraklīs, club greco militante in Alpha Ethniki. Il debutto con la nuova maglia è avvenuto il 4 luglio 1997, nell'incontro di Coppa Intertoto Īraklīs-National Bucarest (3-1), gara in cui ha siglato la rete del momentaneo 2-1 al minuto 71. Ha militato nelle file del club di Salonicco per quattro stagioni, totalizzando 145 presenze e 74 reti.

#### Panathīnaïkos, Olympiakos e ritorno all'Īraklīs
Nel 2001 si è trasferito al Panathīnaïkos. Il debutto ufficiale con la nuova maglia è avvenuto l'8 agosto 2001, in Slavia Praga-Panathīnaïkos (1-2), gara di andata del terzo turno preliminare di Champions League. In campionato, invece, il debutto è avvenuto il successivo 23 settembre, in Paniōnios-Panathīnaïkos (2-2), gara in cui ha siglato la rete del momentaneo 1-2 al minuto 52. Durante la propria esperienza al Panathīnaïkos ha vinto un campionato e una Kypello Ellados. Ha militato nelle file del club ateniese per quattro stagioni, totalizzando 151 presenze e 49 reti.
Nel luglio 2005 si è trasferito all'Olympiakos, con cui ha firmato un contratto triennale. Il debutto con la nuova maglia è avvenuto il 28 agosto 2005, nell'incontro di campionato Panathīnaïkos-Olympiacos (0-2). Durante la propria esperienza con il club del Pireo ha vinto tre campionati, due Kypello Ellados e una Supercoppa di Grecia. Ha militato nel club biancorosso per tre stagioni, totalizzando 68 presenze e 18 reti.
Nel 2008 è tornato all'Īraklīs, club in cui aveva militato fino al 2001. Il debutto con la nuova maglia è avvenuto il 13 settembre 2008, nell'incontro di campionato Īraklīs-OFI Creta (1-1). Ha militato nell'Īraklīs fino al gennaio 2009, totalizzando 13 presenze e 3 reti.

#### Ultimi anni: Omonia, Anorthōsis e AEL Limassol
Il 21 gennaio 2009 è tornato in patria, trasferendosi all'Omonia. Ha militato nel club nicosiano per due stagioni e mezzo, vincendo un campionato, due Kypello Kyprou e una Supercoppa di Cipro. Ha totalizzato, con l'Omonia, 68 presenze e 29 reti.
Nella stagione 2011-2012 ha giocato all'Anorthōsis, totalizzando 21 presenze e 3 reti. Nella stagione successiva è passato all'AEL Limassol, con cui ha giocato per una stagione totalizzando 23 presenze e 6 reti.
Rimasto svincolato al termine dell'esperienza con l'AEL Limassol, il 18 gennaio 2014 ha annunciato il proprio ritiro dal calcio giocato.

### Nazionale
Ha debuttato in Nazionale il 14 febbraio 1997, in Cipro-Lettonia (2-0), subentrando ad Klīmīs Alexandrou. Ha messo a segno le sue prime reti con la maglia della selezione cipriota il 10 febbraio 1999, in Cipro-San Marino (4-0), gara in cui ha siglato il gol del momentaneo 2-0 al minuto 32 del primo tempo e il gol del momentaneo 3-0 al minuto 45 del primo tempo. È sceso in campo, con la nazionale cipriota, nelle qualificazioni ai Mondiali 2002, 2006, 2010 e 2014, nelle qualificazioni agli Europei 2000, 20042008 e 2012, alle edizioni 1997, 2000, 2001, 2002, 2003, 2005, 2006, 2007 e 2011. Ha totalizzato, con la selezione cipriota, 84 presenze e 32 reti totalizzate, risultando il terzo calciatore per numero di presenze e miglior marcatore della storia della Nazionale cipriota.

## Statistiche

### Presenze e reti nei club
| Stagione             | Squadra              | Campionato           | Campionato | Campionato | Coppe nazionali | Coppe nazionali | Coppe nazionali | Coppe continentali | Coppe continentali | Coppe continentali | Altre coppe | Altre coppe | Altre coppe | Totale | Totale |
| Stagione             | Squadra              | Comp                 | Pres       | Reti       | Comp            | Pres            | Reti            | Comp               | Pres               | Reti               | Comp        | Pres        | Reti        | Pres   | Reti   |
| -------------------- | -------------------- | -------------------- | ---------- | ---------- | --------------- | --------------- | --------------- | ------------------ | ------------------ | ------------------ | ----------- | ----------- | ----------- | ------ | ------ |
| 1993-1994            | EN Paralimni         | AK                   | 1          | 0          | KK              | ?               | ?               | -                  | -                  | -                  | -           | -           | -           | 1+     | 0+     |
| 1994-1995            | EN Paralimni         | AK                   | 23         | 8          | KK              | ?               | ?               | -                  | -                  | -                  | -           | -           | -           | 23+    | 8+     |
| 1995-1996            | EN Paralimni         | AK                   | 19         | 6          | KK              | ?               | ?               | -                  | -                  | -                  | -           | -           | -           | 19+    | 6+     |
| 1996-1997            | EN Paralimni         | AK                   | 25         | 17         | KK              | ?               | ?               | -                  | -                  | -                  | -           | -           | -           | 25+    | 17+    |
| Totale EN Paralimni  | Totale EN Paralimni  | Totale EN Paralimni  | 68         | 31         |                 | ?               | ?               |                    | -                  | -                  |             | -           | -           | 68+    | 31+    |
| 1997-1998            | Īraklīs              | AE                   | 30         | 11         | KE              | 4               | 2               | -                  | -                  | -                  | -           | -           | -           | 34     | 13     |
| 1998-1999            | Īraklīs              | AE                   | 31         | 9          | KE              | 3               | 0               | CI                 | 2                  | 1                  | -           | -           | -           | 36     | 10     |
| 1999-2000            | Īraklīs              | AE                   | 31+2       | 22+0       | KE              | 4               | 3               | -                  | -                  | -                  | -           | -           | -           | 37     | 25     |
| 2000-2001            | Īraklīs              | AE                   | 27         | 18         | KE              | 7               | 5               | UEFA               | 4                  | 4                  | -           | -           | -           | 38     | 27     |
| Totale Īraklīs       | Totale Īraklīs       | Totale Īraklīs       | 121        | 60         |                 | 18              | 9               |                    | 6                  | 5                  |             | -           | -           | 145    | 74     |
| 2001-2002            | Panathīnaïkos        | AE                   | 17         | 9          | KE              | 4               | 0               | UCL                | 16                 | 6                  | -           | -           | -           | 37     | 15     |
| 2002-2003            | Panathīnaïkos        | AE                   | 21         | 5          | KE              | 6               | 2               | UEFA               | 6                  | 0                  | -           | -           | -           | 33     | 7      |
| 2003-2004            | Panathīnaïkos        | AE                   | 26         | 5          | KE              | 7               | 2               | UCL+UEFA           | 6+2                | 2+0                | -           | -           | -           | 41     | 9      |
| 2004-2005            | Panathīnaïkos        | AE                   | 30         | 15         | KE              | 3               | 2               | UCL+UEFA           | 5+2                | 1+0                | -           | -           | -           | 40     | 18     |
| Totale Panathīnaïkos | Totale Panathīnaïkos | Totale Panathīnaïkos | 94         | 34         |                 | 20              | 6               |                    | 37                 | 9                  |             | -           | -           | 151    | 49     |
| 2005-2006            | Olympiacos           | AE                   | 21         | 10         | KE              | 4               | 3               | UCL                | 6                  | 2                  | -           | -           | -           | 31     | 15     |
| 2006-2007            | Olympiacos           | SLE                  | 11         | 1          | KE              | 2               | 0               | UCL                | 6                  | 2                  | -           | -           | -           | 19     | 3      |
| 2007-2008            | Olympiacos           | SLE                  | 10         | 0          | KE              | 6               | 1               | UCL                | 1                  | 0                  | SCG         | 1           | 0           | 18     | 1      |
| Totale Olympiakos    | Totale Olympiakos    | Totale Olympiakos    | 42         | 11         |                 | 12              | 3               |                    | 13                 | 4                  |             | 1           | 0           | 68     | 18     |
| 2008-gen. 2009       | Īraklīs              | SLE                  | 13         | 3          | KE              | 0               | 0               | -                  | -                  | -                  | -           | -           | -           | 13     | 3      |
| gen.-giu. 2009       | Omonia               | AK                   | 12         | 6          | KK              | 0               | 0               | -                  | -                  | -                  | -           | -           | -           | 12     | 6      |
| 2009-2010            | Omonia               | AK                   | 21         | 1          | KK              | 0               | 0               | EL                 | 4                  | 3                  | -           | -           | -           | 25     | 4      |
| 2010-2011            | Omonia               | AK                   | 26         | 17         | KK              | 0               | 0               | UCL+EL             | 4+1                | 2+0                | -           | -           | -           | 31     | 19     |
| Totale Omonia        | Totale Omonia        | Totale Omonia        | 59         | 24         |                 | 0               | 0               |                    | 9                  | 5                  |             | -           | -           | 68     | 29     |
| 2011-2012            | Anorthōsis           | AK                   | 21         | 3          | KK              | 0               | 0               | -                  | -                  | -                  | -           | -           | -           | 21     | 3      |
| 2012-2013            | AEL Limassol         | AK                   | 19         | 6          | KK              | 0               | 0               | UCL+EL             | 1+3                | 0+0                | -           | -           | -           | 23     | 6      |
| Totale carriera      | Totale carriera      | Totale carriera      | 437        | 172        |                 | 50+             | 18+             |                    | 69                 | 23                 |             | 1           | 0           | 557+   | 213+   |

### Cronologia presenze e reti in Nazionale
| Cronologia completa delle presenze e delle reti in nazionale ― Cipro | Cronologia completa delle presenze e delle reti in nazionale ― Cipro | Cronologia completa delle presenze e delle reti in nazionale ― Cipro | Cronologia completa delle presenze e delle reti in nazionale ― Cipro | Cronologia completa delle presenze e delle reti in nazionale ― Cipro | Cronologia completa delle presenze e delle reti in nazionale ― Cipro | Cronologia completa delle presenze e delle reti in nazionale ― Cipro | Cronologia completa delle presenze e delle reti in nazionale ― Cipro |
| Data                                                                 | Città                                                                | In casa                                                              | Risultato                                                            | Ospiti                                                               | Competizione                                                         | Reti                                                                 | Note                                                                 |
| -------------------------------------------------------------------- | -------------------------------------------------------------------- | -------------------------------------------------------------------- | -------------------------------------------------------------------- | -------------------------------------------------------------------- | -------------------------------------------------------------------- | -------------------------------------------------------------------- | -------------------------------------------------------------------- |
| 14-2-1997                                                            | Paralimni                                                            | Cipro                                                                | 2 – 0                                                                | Lettonia                                                             | Torneo di Cipro 1997                                                 | -                                                                    | 46’                                                                  |
| 17-2-1997                                                            | Paralimni                                                            | Cipro                                                                | 1 – 0                                                                | Lituania                                                             | Torneo di Cipro 1997                                                 | -                                                                    | 85’                                                                  |
| 19-8-1998                                                            | Nicosia                                                              | Cipro                                                                | 3 – 2                                                                | Albania                                                              | Amichevole                                                           | -                                                                    | 64’                                                                  |
| 18-11-1998                                                           | Serravalle                                                           | San Marino                                                           | 0 – 1                                                                | Cipro                                                                | Qual. Euro 2000                                                      | -                                                                    | 73’                                                                  |
| 3-2-1999                                                             | Limassol                                                             | Cipro                                                                | 0 – 1                                                                | Belgio                                                               | Amichevole                                                           | -                                                                    |                                                                      |
| 10-2-1999                                                            | Strovolos                                                            | Cipro                                                                | 4 – 0                                                                | San Marino                                                           | Qual. Euro 2000                                                      | 2                                                                    | 83’                                                                  |
| 28-3-1999                                                            | Ramat Gan                                                            | Israele                                                              | 3 – 0                                                                | Cipro                                                                | Qual. Euro 2000                                                      | -                                                                    | 66’                                                                  |
| 18-8-1999                                                            | Limassol                                                             | Cipro                                                                | 2 – 2                                                                | Romania                                                              | Amichevole                                                           | -                                                                    | 46’                                                                  |
| 5-9-1999                                                             | Limassol                                                             | Cipro                                                                | 3 – 2                                                                | Israele                                                              | Qual. Euro 2000                                                      | -                                                                    | 71’                                                                  |
| 2-2-2000                                                             | Paralimni                                                            | Cipro                                                                | 2 – 1                                                                | Lituania                                                             | Torneo di Cipro 2000                                                 | 2                                                                    | 85’                                                                  |
| 4-2-2000                                                             | Strovolos                                                            | Cipro                                                                | 3 – 2 dts                                                            | Armenia                                                              | Torneo di Cipro 2000                                                 | -                                                                    | 46’                                                                  |
| 6-2-2000                                                             | Strovolos                                                            | Cipro                                                                | 3 – 2 dts                                                            | Romania                                                              | Torneo di Cipro 2000                                                 | -                                                                    | 46’                                                                  |
| 22-3-2000                                                            | Strovolos                                                            | Cipro                                                                | 0 – 0                                                                | Iran                                                                 | Amichevole                                                           | -                                                                    | 57’                                                                  |
| 26-4-2000                                                            | Costanza                                                             | Romania                                                              | 2 – 0                                                                | Cipro                                                                | Amichevole                                                           | -                                                                    | 65’                                                                  |
| 15-8-2000                                                            | Tirana                                                               | Albania                                                              | 0 – 0                                                                | Cipro                                                                | Amichevole                                                           | -                                                                    |                                                                      |
| 2-9-2000                                                             | Andorra la Vella                                                     | Andorra                                                              | 2 – 3                                                                | Cipro                                                                | Qual. Mondiali 2002                                                  | 2                                                                    |                                                                      |
| 15-11-2000                                                           | Limassol                                                             | Cipro                                                                | 5 – 0                                                                | Andorra                                                              | Qual. Mondiali 2002                                                  | -                                                                    | 46’                                                                  |
| 28-2-2001                                                            | Larnaca                                                              | Cipro                                                                | 4 – 3 dts                                                            | Ucraina                                                              | Torneo di Cipro 2001                                                 | -                                                                    | 46’                                                                  |
| 24-3-2001                                                            | Strovolos                                                            | Cipro                                                                | 0 – 4                                                                | Irlanda                                                              | Qual. Mondiali 2002                                                  | -                                                                    |                                                                      |
| 28-3-2001                                                            | Limassol                                                             | Cipro                                                                | 2 – 2                                                                | Estonia                                                              | Qual. Mondiali 2002                                                  | 1                                                                    | 22’                                                                  |
| 25-4-2001                                                            | Eindhoven                                                            | Paesi Bassi                                                          | 4 – 0                                                                | Cipro                                                                | Qual. Mondiali 2002                                                  | -                                                                    |                                                                      |
| 6-6-2001                                                             | Lisbona                                                              | Portogallo                                                           | 6 – 0                                                                | Cipro                                                                | Qual. Mondiali 2002                                                  | -                                                                    |                                                                      |
| 15-8-2001                                                            | Tallinn                                                              | Estonia                                                              | 2 – 2                                                                | Cipro                                                                | Qual. Mondiali 2002                                                  | 2                                                                    |                                                                      |
| 5-9-2001                                                             | Larnaca                                                              | Cipro                                                                | 1 – 3                                                                | Portogallo                                                           | Qual. Mondiali 2002                                                  | 1                                                                    |                                                                      |
| 14-11-2001                                                           | Atene                                                                | Grecia                                                               | 1 – 2                                                                | Cipro                                                                | Amichevole                                                           | -                                                                    |                                                                      |
| 12-2-2002                                                            | Nicosia                                                              | Cipro                                                                | 1 – 1 dts (4 – 2 dtr)                                                | Svizzera                                                             | Torneo di Cipro 2002                                                 | 1                                                                    | 82’                                                                  |
| 13-2-2002                                                            | Nicosia                                                              | Cipro                                                                | 3 – 4                                                                | Rep. Ceca                                                            | Torneo di Cipro 2002                                                 | 1                                                                    | 58’                                                                  |
| 20-11-2002                                                           | Strovolos                                                            | Cipro                                                                | 2 – 1                                                                | Malta                                                                | Qual. Euro 2004                                                      | -                                                                    | 66’                                                                  |
| 29-1-2003                                                            | Larnaca                                                              | Cipro                                                                | 1 – 2                                                                | Grecia                                                               | Amichevole                                                           | 1                                                                    | 63’                                                                  |
| 12-2-2003                                                            | Limassol                                                             | Cipro                                                                | 0 – 1                                                                | Russia                                                               | Torneo di Cipro 2003                                                 | -                                                                    |                                                                      |
| 29-3-2003                                                            | Limassol                                                             | Cipro                                                                | 1 – 1                                                                | Israele                                                              | Qual. Euro 2004                                                      | -                                                                    |                                                                      |
| 2-4-2003                                                             | Lubiana                                                              | Slovenia                                                             | 4 – 1                                                                | Cipro                                                                | Qual. Euro 2004                                                      | 1                                                                    |                                                                      |
| 30-4-2003                                                            | Palermo                                                              | Israele                                                              | 2 – 0                                                                | Cipro                                                                | Qual. Euro 2004                                                      | -                                                                    |                                                                      |
| 7-6-2003                                                             | Ta' Qali                                                             | Malta                                                                | 1 – 2                                                                | Cipro                                                                | Qual. Euro 2004                                                      | 2                                                                    | 74’                                                                  |
| 6-9-2003                                                             | Saint-Denis                                                          | Francia                                                              | 5 – 0                                                                | Cipro                                                                | Qual. Euro 2004                                                      | -                                                                    | 67’                                                                  |
| 18-8-2004                                                            | Limassol                                                             | Cipro                                                                | 2 – 1                                                                | Albania                                                              | Amichevole                                                           | 2                                                                    | 82’                                                                  |
| 4-9-2004                                                             | Dublino                                                              | Irlanda                                                              | 3 – 0                                                                | Cipro                                                                | Qual. Mondiali 2006                                                  | -                                                                    | 39’                                                                  |
| 8-9-2004                                                             | Ramat Gan                                                            | Israele                                                              | 2 – 1                                                                | Cipro                                                                | Qual. Mondiali 2006                                                  | 1                                                                    |                                                                      |
| 9-10-2004                                                            | Strovolos                                                            | Cipro                                                                | 2 – 2                                                                | Fær Øer                                                              | Qual. Mondiali 2006                                                  | 1                                                                    |                                                                      |
| 13-10-2004                                                           | Strovolos                                                            | Cipro                                                                | 0 – 2                                                                | Francia                                                              | Qual. Mondiali 2006                                                  | -                                                                    |                                                                      |
| 17-11-2004                                                           | Strovolos                                                            | Cipro                                                                | 1 – 2                                                                | Israele                                                              | Qual. Mondiali 2006                                                  | -                                                                    |                                                                      |
| 8-2-2005                                                             | Limassol                                                             | Cipro                                                                | 1 – 1 dts (5 – 4 dtr)                                                | Austria                                                              | Torneo di Cipro 2005                                                 | -                                                                    | 64’                                                                  |
| 9-2-2005                                                             | Strovolos                                                            | Cipro                                                                | 1 – 2                                                                | Finlandia                                                            | Torneo di Cipro 2005                                                 | -                                                                    | 55’                                                                  |
| 26-3-2005                                                            | Larnaca                                                              | Cipro                                                                | 2 – 1                                                                | Giordania                                                            | Amichevole                                                           | -                                                                    | 58’                                                                  |
| 30-3-2005                                                            | Zurigo                                                               | Svizzera                                                             | 1 – 0                                                                | Cipro                                                                | Qual. Mondiali 2006                                                  | -                                                                    |                                                                      |
| 17-8-2005                                                            | Toftir                                                               | Fær Øer                                                              | 0 – 3                                                                | Cipro                                                                | Qual. Mondiali 2006                                                  | 2                                                                    | 36’ 86’                                                              |
| 7-9-2005                                                             | Strovolos                                                            | Cipro                                                                | 1 – 3                                                                | Svizzera                                                             | Qual. Mondiali 2006                                                  | -                                                                    |                                                                      |
| 8-10-2005                                                            | Strovolos                                                            | Cipro                                                                | 0 – 1                                                                | Irlanda                                                              | Qual. Mondiali 2006                                                  | -                                                                    |                                                                      |
| 28-2-2006                                                            | Larnaca                                                              | Cipro                                                                | 0 – 1                                                                | Slovenia                                                             | Torneo di Cipro 2006                                                 | -                                                                    | 55’                                                                  |
| 1-3-2006                                                             | Limassol                                                             | Cipro                                                                | 2 – 0                                                                | Armenia                                                              | Torneo di Cipro 2006                                                 | -                                                                    | 81’                                                                  |
| 7-10-2006                                                            | Strovolos                                                            | Cipro                                                                | 5 – 2                                                                | Irlanda                                                              | Qual. Euro 2008                                                      | 2                                                                    | 36’                                                                  |
| 11-10-2006                                                           | Cardiff                                                              | Galles                                                               | 3 – 1                                                                | Cipro                                                                | Qual. Euro 2008                                                      | -                                                                    |                                                                      |
| 15-11-2006                                                           | Strovolos                                                            | Cipro                                                                | 1 – 1                                                                | Germania                                                             | Qual. Euro 2008                                                      | -                                                                    |                                                                      |
| 7-2-2007                                                             | Strovolos                                                            | Cipro                                                                | 0 – 3                                                                | Bulgaria                                                             | Torneo di Cipro 2007                                                 | -                                                                    |                                                                      |
| 22-8-2007                                                            | Serravalle                                                           | San Marino                                                           | 0 – 1                                                                | Cipro                                                                | Qual. Euro 2008                                                      | -                                                                    |                                                                      |
| 8-9-2007                                                             | Achna                                                                | Cipro                                                                | 3 – 1                                                                | Armenia                                                              | Amichevole                                                           | 1                                                                    | 85’                                                                  |
| 12-9-2007                                                            | Strovolos                                                            | Cipro                                                                | 3 – 0                                                                | San Marino                                                           | Qual. Euro 2008                                                      | -                                                                    |                                                                      |
| 17-11-2007                                                           | Hannover                                                             | Germania                                                             | 4 – 0                                                                | Cipro                                                                | Qual. Euro 2008                                                      | -                                                                    | 69’                                                                  |
| 21-11-2007                                                           | Strovolos                                                            | Cipro                                                                | 0 – 2                                                                | Rep. Ceca                                                            | Qual. Euro 2008                                                      | -                                                                    |                                                                      |
| 19-5-2008                                                            | Patrasso                                                             | Grecia                                                               | 2 – 0                                                                | Cipro                                                                | Amichevole                                                           | -                                                                    | Cap. 65’                                                             |
| 20-8-2008                                                            | Basilea                                                              | Svizzera                                                             | 4 – 1                                                                | Cipro                                                                | Amichevole                                                           | -                                                                    | Cap. 51’                                                             |
| 6-9-2008                                                             | Larnaca                                                              | Cipro                                                                | 1 – 2                                                                | Italia                                                               | Qual. Mondiali 2010                                                  | -                                                                    | 63’                                                                  |
| 11-10-2008                                                           | Tbilisi                                                              | Georgia                                                              | 1 – 1                                                                | Cipro                                                                | Qual. Mondiali 2010                                                  | 1                                                                    |                                                                      |
| 15-10-2008                                                           | Dublino                                                              | Irlanda                                                              | 1 – 0                                                                | Cipro                                                                | Qual. Mondiali 2010                                                  | -                                                                    | 79’                                                                  |
| 19-11-2008                                                           | Strovolos                                                            | Cipro                                                                | 2 – 1                                                                | Bielorussia                                                          | Amichevole                                                           | -                                                                    | 61’                                                                  |
| 28-3-2009                                                            | Larnaca                                                              | Cipro                                                                | 2 – 1                                                                | Georgia                                                              | Qual. Mondiali 2010                                                  | 1                                                                    | Cap.                                                                 |
| 1-4-2009                                                             | Sofia                                                                | Bulgaria                                                             | 2 – 0                                                                | Cipro                                                                | Qual. Mondiali 2010                                                  | -                                                                    | cap. 18’                                                             |
| 30-5-2009                                                            | Larnaca                                                              | Cipro                                                                | 0 – 1                                                                | Canada                                                               | Qual. Mondiali 2010                                                  | -                                                                    | 57’                                                                  |
| 6-6-2009                                                             | Larnaca                                                              | Cipro                                                                | 2 – 2                                                                | Montenegro                                                           | Qual. Mondiali 2010                                                  | 1                                                                    | 8’                                                                   |
| 12-8-2009                                                            | Tirana                                                               | Albania                                                              | 6 – 1                                                                | Cipro                                                                | Amichevole                                                           | -                                                                    | 46’                                                                  |
| 5-9-2009                                                             | Nicosia                                                              | Cipro                                                                | 1 – 2                                                                | Irlanda                                                              | Qual. Mondiali 2010                                                  | -                                                                    | 73’                                                                  |
| 10-10-2009                                                           | Larnaca                                                              | Cipro                                                                | 4 – 1                                                                | Bulgaria                                                             | Qual. Mondiali 2010                                                  | 1                                                                    | 90’                                                                  |
| 14-10-2009                                                           | Parma                                                                | Italia                                                               | 3 – 2                                                                | Cipro                                                                | Qual. Mondiali 2010                                                  | -                                                                    | 74’                                                                  |
| 11-8-2010                                                            | Larnaca                                                              | Cipro                                                                | 1 – 0                                                                | Andorra                                                              | Amichevole                                                           | 1                                                                    |                                                                      |
| 3-9-2010                                                             | Guimarães                                                            | Portogallo                                                           | 4 – 4                                                                | Cipro                                                                | Qual. Euro 2012                                                      | 1                                                                    | cap.                                                                 |
| 8-10-2010                                                            | Larnaca                                                              | Cipro                                                                | 1 – 2                                                                | Norvegia                                                             | Qual. Euro 2012                                                      | -                                                                    |                                                                      |
| 12-10-2010                                                           | Copenaghen                                                           | Danimarca                                                            | 2 – 0                                                                | Cipro                                                                | Qual. Euro 2012                                                      | -                                                                    |                                                                      |
| 16-11-2010                                                           | Amman                                                                | Giordania                                                            | 0 – 0                                                                | Cipro                                                                | Amichevole                                                           | -                                                                    | 58’                                                                  |
| 9-2-2011                                                             | Paralimni                                                            | Cipro                                                                | 1 – 1 dts (4 – 5 dtr)                                                | Romania                                                              | Torneo di Cipro 2011                                                 | 1                                                                    | cap. 35’                                                             |
| 7-10-2011                                                            | Strovolos                                                            | Cipro                                                                | 1 – 4                                                                | Danimarca                                                            | Qual. Euro 2012                                                      | -                                                                    | Cap. 62’                                                             |
| 15-8-2012                                                            | Sofia                                                                | Bulgaria                                                             | 1 – 0                                                                | Cipro                                                                | Qual. Euro 2012                                                      | -                                                                    | 56’                                                                  |
| 7-9-2012                                                             | Tirana                                                               | Albania                                                              | 3 – 1                                                                | Cipro                                                                | Qual. Mondiali 2014                                                  | -                                                                    | Cap. 76’                                                             |
| 11-9-2012                                                            | Larnaca                                                              | Cipro                                                                | 1 – 0                                                                | Islanda                                                              | Qual. Mondiali 2014                                                  | -                                                                    | Cap. 66’                                                             |
| 12-10-2012                                                           | Maribor                                                              | Slovenia                                                             | 2 – 1                                                                | Cipro                                                                | Qual. Mondiali 2014                                                  | -                                                                    | Cap. 64’                                                             |
| Totale                                                               |                                                                      | Presenze (3º posto)                                                  | 84                                                                   |                                                                      | Reti (1º posto)                                                      | 32                                                                   |                                                                      |

## Palmarès

### Club

#### Competizioni nazionali
- Campionato greco: 4

Panathinaikos: 2003-2004
Olympiakos: 2005-2006, 2006-2007, 2007-2008
- Coppa di Grecia: 3

Panathinaikos: 2003-2004
Olympiakos: 2005-2006, 2007-2008
- Supercoppa di Grecia: 1

Olympiakos: 2007
- Campionato cipriota: 1

Omonia Nicosia: 2009-2010
- Supercoppa di Cipro: 1

Omonia Nicosia: 2010
- Coppa di Cipro: 2

Omonia: 2011, 2012

### Individuale
- Capocannoniere del campionato cipriota: 1

1996-1997 (17 gol)